# Feuerwehr Düsseldorf
Die Feuerwehr Düsseldorf ist für den Brandschutz, die technische Hilfe, den Bevölkerungsschutz und den Rettungsdienst in der Landeshauptstadt Düsseldorf zuständig. Sie besteht aus einer Berufsfeuerwehr und zehn Einheiten der Freiwilligen Feuerwehr.
Die Berufsfeuerwehr ist auf acht Feuer- und Rettungswachen verteilt, dazu eine Wache für Sonderaufgaben und den Gefahrguteinsatz sowie eine Feuerlöschbootstation. Es gibt sieben Rettungswachen.:2 Die Freiwillige Feuerwehr hat sieben eigene Standorte. Zudem existieren im Stadtgebiet einige Werkfeuerwehren.

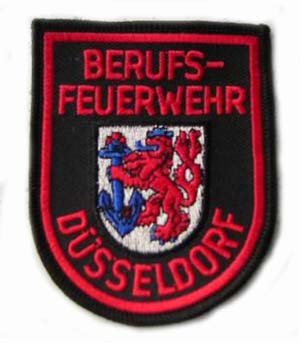
Ärmelabzeichen der Berufsfeuerwehr Düsseldorf

Die Berufsfeuerwehr hatte im Jahr 2020 eine Personalstärke von 790 Männern und 6 Frauen. In der Verwaltung waren 87 Personen beschäftigt und es gab 118 Auszubildende. Die Freiwillige Feuerwehr wies eine Stärke von 37 weiblichen und 330 männlichen Aktiven auf. In der Jugendfeuerwehr waren 145 Jugendfeuerwehrleute aktiv.:3 Die Aus- und Fortbildung wird an einer eigenen Feuerwehrschule und Rettungsdienstschule durchgeführt.:2
Der Jahreshaushalt 2020 hatte einen Umfang von über 96 Millionen Euro, von denen 84,6 Millionen auf Personalausgaben entfielen.:3

## Organisation
Die Leitung des Amts 37 – Feuerwehr, Rettungsdienst und Bevölkerungsschutz – bei der Stadtverwaltung der Landeshauptstadt Düsseldorf übt seit 2018 Branddirektor David von der Lieth aus. Ihm unterstehen die fünf Abteilungen Verwaltung, Aus- und Fortbildung, Technik, Einsatz sowie Prävention.:8–9
Sprecher der Freiwilligen Feuerwehr Düsseldorf ist Stadtbrandinspektor Felix Heidemeyer.

## Feuerwachen, Rettungswachen und Freiwillige Löschgruppen

### Berufsfeuerwehr
Feuer- und Rettungswache 1

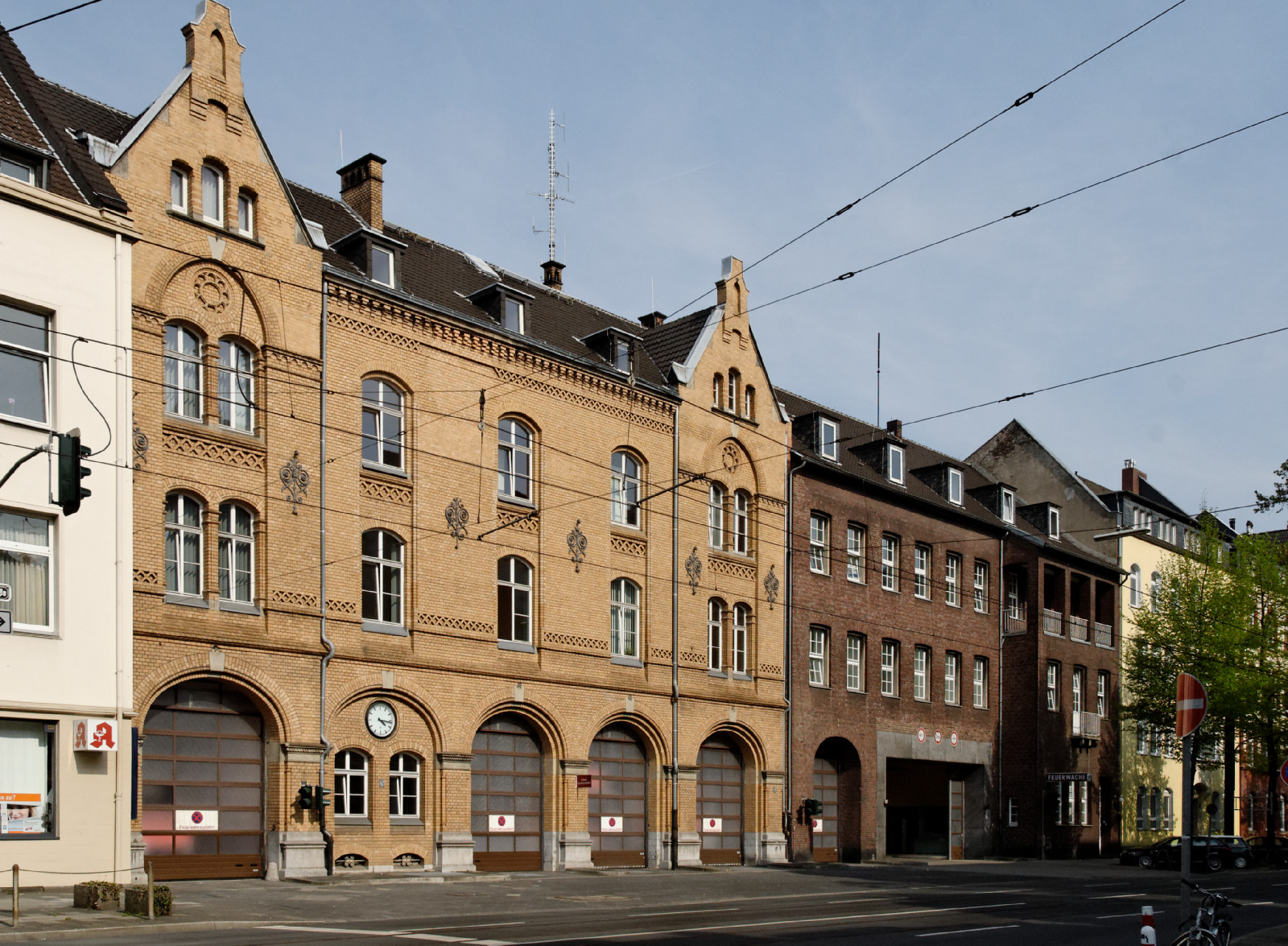
Feuerwache 1 an der Hüttenstraße in Friedrichstadt

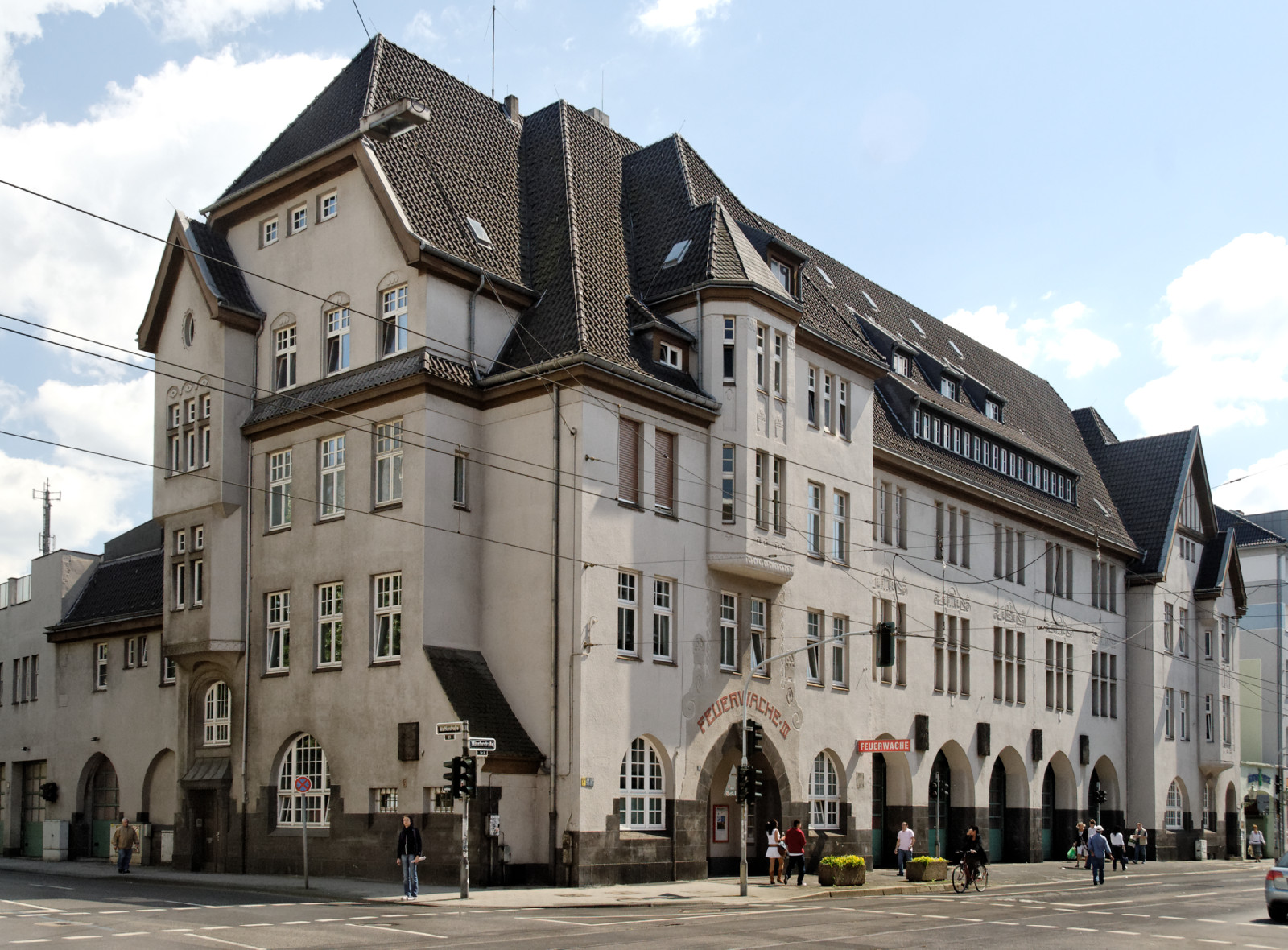
Feuerwache 3 an der Münsterstraße in Derendorf

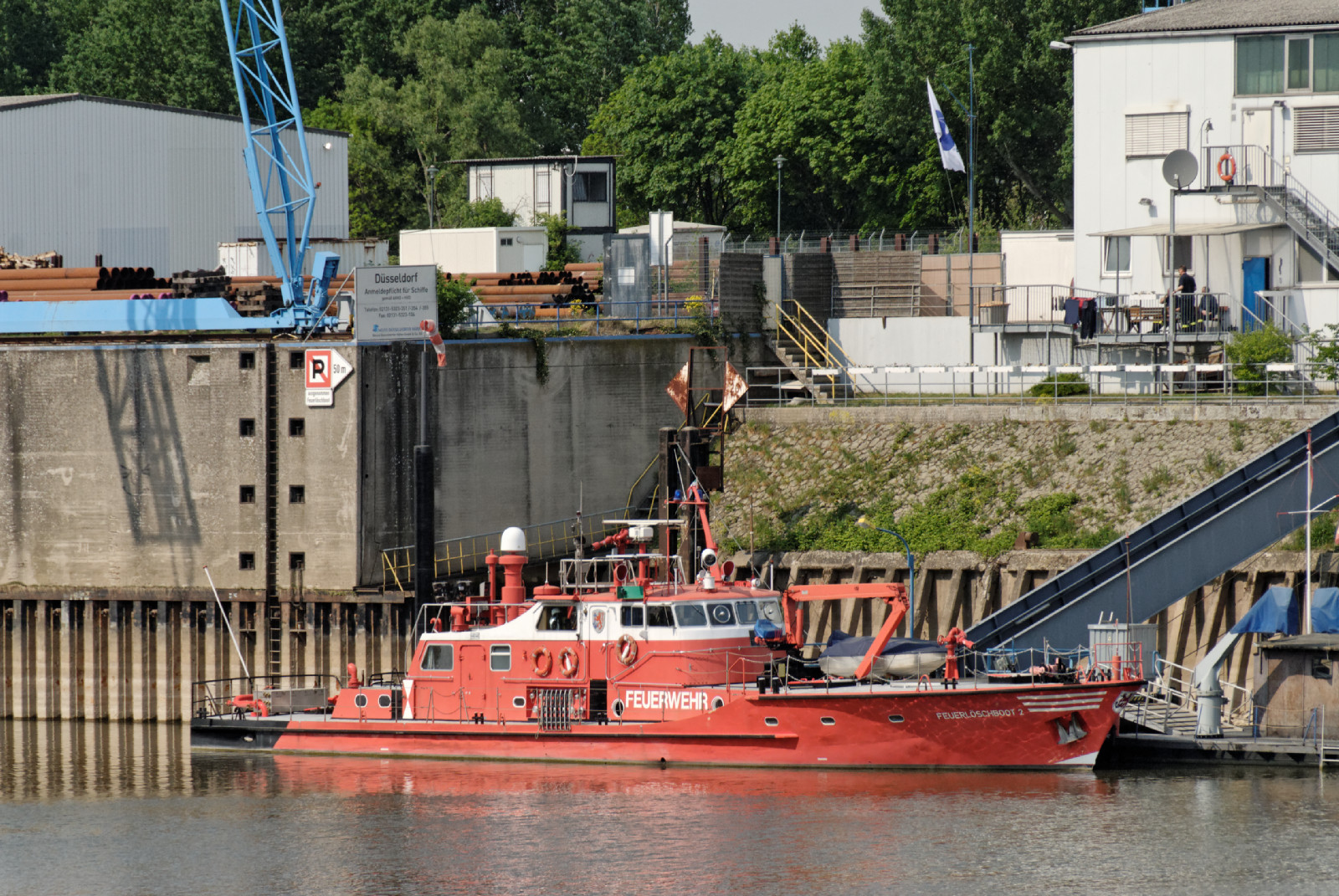
Feuerlöschboot 2 im Hafen

Die Feuer- und Rettungswache 1 in Friedrichstadt, Hüttenstraße 68 ⊙, ist die größte von drei Zugwachen im Stadtgebiet. Hier sitzen die Leitstelle, die Branddirektion und die Tauchergruppe. Die Wache befindet sich an einem traditionsreichen Standort in beengter Innenstadtlage.
Feuer- und Rettungswache 2
Oberkassel, Quirinstraße 49 ⊙
Feuer- und Rettungswache 3
Die Feuer- und Rettungswache 3 in Derendorf, Münsterstraße 15 ⊙, ist die zweitgrößte Zugwache im Stadtgebiet. Hier sitzt die Höhenrettungsgruppe.
Feuer- und Rettungswache 4
Flingern, Behrenstraße 74 ⊙
Feuer- und Rettungswache 5
Im Jahr 2010 wurde in Lohausen, an der Flughafenstraße 65 ⊙, die neueste Feuerwache 5 als Gruppenwache mit Ausbaumöglichkeit zur Zugwache in Dienst genommen. Diese nördlichste Wache wurde zum Preis von 9,4 Millionen Euro neben dem Flughafengelände gebaut, um die Abdeckung des Nordens der Stadt zu verbessern, was eine Konsequenz aus dem Flughafenbrand war.:71
Feuer- und Rettungswache 6
Die Wache 6 in Garath, Frankfurter Straße 245 ⊙, wurde 1981 als südlichster Standort der Feuerwehr in Betrieb genommen. Dort sitzen auch die Löschgruppe 16 der Freiwilligen Feuerwehr und die Feuerwehrschule mit ihrer 2016 eröffneten Atemschutzübungsanlage.:68ff.
Feuer- und Rettungswache 7
Die Feuer- und Rettungswache 7 in Wersten, Werstener Feld 30 ⊙, wurde im Jahr 1961 eröffnet. Sie ist seit 2001 eine der drei Zugwachen im Stadtgebiet, sodass seitdem mehr Personal stationiert ist, als baulich vorgesehen war. Manche der Gebäude stammen aus den 1930er Jahren.:66
Im Jahr 2021 beschloss die Stadt einen Neubau der Feuer- und Rettungswache 7 zusammen mit einem Betriebshof des Garten-, Friedhofs- und Forstamtes in der Werstener Friedhofstraße 70–72, der im Jahr 2023 beginnen soll.
Feuer- und Rettungswache 8
Gerresheim, Gräulinger Straße 27 ⊙
Feuerwehrschule 9
Frankfurter Straße 245 ⊙
Feuerwache 10
Umweltschutz und Technische Dienste, Posener Straße 171–173 (Sitz der Rettungsdienst- & Fahrschule) ⊙
Feuerlöschbootstation
Bremer Straße 68 ⊙
| Wache                 | Fahrzeuge |
| --------------------- | --- |
| 1                     | ELW 1, 2 HLF 20/16, DLK 23/12, GW-W, 2 Rettungsboote, KEF                                                                |
| 2                     | HLF 20/16, DLA-K 23/12, TLF 20/40-SL, MTF, Gabelstapler, Anhänger                                                        |
| 3                     | ELW 1, 2 HLF 20/16, DLK 23/12, KEF, GW-H                                                                                 |
| 4                     | ELW 1, HLF 20/16, DLA-K 23/12, PTLF 4000/48                                                                              |
| 5                     | HLF 20/16, DLK 23/12, KEF                                                                                                |
| 6                     | HLF 20/16, DLK 23/12, PTLF, KEF, RW 2                                                                                    |
| 7                     | ELW 1, HLF 20/16, DLA-K 23/12, KEF, GW-N                                                                                 |
| 8                     | HLF 20, DLK, PTLF |
| 9                     | KdoW, 4 MTF, PTLF 4000, 2 DLK 23/12, 3 LF 24, HLF 20/16, 7 LF 16/12 WLF, 2 Lkw                                           |
| 10                    | 10 Wechselladerfahrzeuge mit 30 Abrollbehältern, Feuerwehrkran, Radlader, Teleskoplader Manitou, weitere Sonderfahrzeuge |
| Feuerlöschbootstation | Löschboot, Rettungsboot                                                                                                  |

| Wache | Fahrzeuge                                                             |
| ----- | --------------------------------------------------------------------- |
| 1     | NEF, 3 RTW                                                            |
| 2     | 3 RTW (zwei vom ASB)                                                  |
| 3     | NEF, 3 RTW (einer von der JUH)                                        |
| 4     | NEF, 3 RTW (zwei von der JUH)                                         |
| 5     | 2 NEF (eins vom DRK), 3 RTW (zwei vom DRK), Sonder-Rettungsfahrzeug   |
| 6     | 2 NEF (eins vom MHD), 4 RTW (zwei von Falck, einer von der JUH), GKTW |
| 7     | NEF, 3 RTW, I-RTW                                                     |
| 8     | NEF, 2 RTW (einer vom ASB)                                            |
| 9     | 2 NEF, RTW, MZF, MTF                                                  |

### Rettungswachen
- Rettungswache 21, Kronprinzenstraße 123 (ASB)
- Rettungswache 22, Sankt-Franziskus-Straße 111 (DRK)
- Rettungswache 23, Vennhauser Allee 269 (JUH)
- Rettungswache 24, Fürstenwall 206 (MHD)
- Rettungswache 25, Erkrather Str. 253 (Falck)
- Rettungswache 50, Kreuzbergstraße 79 (DRK)
- Rettungswache 60, Forststraße 128a (JUH)

### Freiwillige Feuerwehr
- 11 Löschgruppe Hubbelrath an der Dorfstraße
- 12 Löschgruppe Angermund am Freiheitshagen
- 13 Löschgruppe Kalkum an der Edmund-Bertrams-Straße
- 14 Löschgruppe Wittlaer am Rheinweg
- 15 Löschgruppe Kaiserswerth an der Friedrich-von-Spee-Straße
- 16 Löschgruppe Garath an der Frankfurter Straße, gemeinsame Feuerwache mit der Berufsfeuerwehr und nutzt die Fahrzeuge der Feuerwache 6 und der Feuerwehrschule mit
- 17 Löschgruppe Himmelgeist-Itter an der Itterstraße
- 18 Löschgruppe Unterbach an der Gerresheimer Landstraße

| Wache | Fahrzeuge                                                    |
| ----- | ------------------------------------------------------------ |
| 11    | HLF 20, LF 20/6-TS, TLF 20/30-W, SW 2000, MZF                |
| 12    | HLF 20, LF 20-Kats, TLF 16/24-Tr, MZF                        |
| 13    | HLF 20, MTF Reserve HLF 20 für die FF                        |
| 14    | HLF 20, LF 20/10-TS, TLF 16/24-Tr, SW 2000, RTB, TSA         |
| 15    | HLF 20, LF 20-KatS, RW 1, GW-L (Löschwasserrückhaltung), MTF |
| 16    | HLF 20, LF 20/6-TS, SW 2000, MTF                             |
| 17    | HLF 20, LF 20/6-TS, RW, MTF, MZB, FWA-Jugendfeuerwehr        |
| 18    | HLF 20, TLF 16/24-Tr, RW, MTF                                |

#### Züge im Rahmen des Erweiterten Katastrophenschutzes
- 19 Umweltschutzzug, Posener Straße 171–173
- 20 Technik- und Kommunikationszug, Posener Straße 171–173

| Wache | Fahrzeuge |
| ----- | --- |
| 19    | 2 Dekontaminationsfahrzeuge, 2 CBRN-Erkundungsfahrzeuge, WLF, AB-DekonV, 2 GW-L2, 2 LF 20-Kats, SW-2000, 2 ELW 1, MTF       |
| 20    | 2 ELW 1, 1 ELW 2, 1 AB Einsatzleitung, 2 LF 20/10-TS, MTF, MZF, WLF, GW-Licht, 2 LKW, 4 Anh. Lichtmast, GW-L2, FwA-Notstrom |

## Sondergruppen und weitere Feuerwehren im Stadtgebiet
Um im Schadensfall bereits bei der ersten Alarmierung ausreichend Personal und Gerät an der Einsatzstelle zur Verfügung zu haben, hat die Feuerwehr Düsseldorf ein strategisches Konzept entwickelt, um die Grundeinheiten (zuständiger Löschzug) je nach Lage mit Sonderzügen bzw. Sondereinheiten zu ergänzen.
Als Sonderzüge gibt es:
- den Bauunfallzug
- den Gefahrgutzug
- die Taucherstaffel
- den Dekontaminationszug
- die Sondereinsatzgruppe Rettungsassistenten
- die Höhenrettungsgruppe
- die Reptilienexperten
- den Löschwasserversorgungs-Zug
- den Löschwasserrückhalte-Zug
- den MANV-Zug (Massenanfall von Verletzten)
- den Ölschadenzug Land
- den Ölschadenzug Wasser
- den Rüstzug

Es existieren die Sondereinheiten:
- Messen
- Warnen
- Wasserrettung

Des Weiteren zählt die Feuerwehr die Seelsorge-Gruppe OPEN-Team (Organisierte Personalunterstützung für Extremeinsätze und Nachsorge) zu den Sondergruppen.:4:3

### Werkfeuerwehren und Betriebsfeuerwehren in Düsseldorf
Die größten und wichtigsten Werkfeuerwehren in Düsseldorf sind:
- Werkfeuerwehr Henkel
- Flughafenfeuerwehr des Flughafens Düsseldorf
- Werkfeuerwehr des Daimler-Benz-Werkes
- Werkfeuerwehr von Vallourec Tubes
- Betriebsfeuerwehr der Messe Düsseldorf (NOWEA)

## Personal und Ausstattung
Im Jahr 2011 hatte die Berufsfeuerwehr Düsseldorf 995 Personalstellen, darunter 842 Feuerwehrbeamte: 1 Brandreferendar, 38 Auszubildende (in der 2-Jahresfrist), 7 Brandinspektor-Anwärter, 24 Brandmeisteranwärter, 22 Verwaltungsbeamte, 53 tariflich Beschäftigte, 8 Arbeitnehmer-Azubis.:S. 16 Es wurden im Jahr 2011 insgesamt 3.003 Brände bekämpft; 4.241 Mal wurde technische Hilfe geleistet. Im Rettungsdienst wurden 109.107 Einsätze abgearbeitet, davon 46.548 Krankentransporte und 62.559 Notfalleinsätze (15.524 mit Notarzt).:S. 22
Die Freiwillige Feuerwehr umfasste im Jahr 2011 insgesamt 290 aktive Feuerwehrleute (davon 22 Frauen) und 123 Jugendfeuerwehrangehörige. Diese hatten 221 Brandeinsätze und 60 Mal technische Hilfe zu leisten.:31
Anfang des Jahres 2017 arbeiteten rund 900 Personen bei der Feuerwehr, davon 800 im Einsatzdienst. Es gab mehr als 130.000 Einsätze pro Jahr.
Düsseldorf hat eine eigene Feuerwehrschule, zu Aus- und Fortbildungszwecken sowohl der Freiwilligen als auch der Berufsfeuerwehr. Ihr Standort ist an der Feuerwache Garath. Um in Großschadenslagen die Berufsfeuerwehr unterstützen zu können, bekommt die Freiwillige Feuerwehr die gleiche Ausbildung wie die Berufsfeuerwehr. Nur erfolgt diese meistens in ihrer Freizeit, z. B. am Wochenende. Außerdem haben die Freiwilligen Feuerwehren mindestens zweimal im Monat Übungsdienste, bei denen sie sich mit theoretischen und praktischen Übungen fit halten.

## Geschichte

### Frühes Feuerwehrwesen und erste Feuerordnungen
Das Düsseldorfer Schloss brannte im endenden 15. bzw. beginnenden 16. Jahrhundert zweimal völlig aus. Das Feuerwehrwesen wurde erst mit der Allgemeinen Polizeiverordnung von 1554 organisiert. Die erste für Düsseldorf gültige Feuerordnung ging auf Herzog Johann Wilhelm von Jülich-Kleve-Berg im Jahr 1608 zurück. Diese Feuerordnung befasste sich nicht nur mit dem Löschwesen, sondern beinhaltete bereits Vorgaben zum Vorbeugenden Brandschutz. Sie blieb bis ins 18. Jahrhundert in Kraft.
Nach mehreren schweren Bränden 1634 und 1669 wurde im Jahr 1706 unter Kurfürst Jan Wellem eine neue Brandordnung erlassen. 1728 wurde diese Ordnung wesentlich überarbeitet. In der überarbeiteten Fassung wurde bereits das Alarm- und Meldewesen geregelt. Auch wurde bereits eine allgemeine Verpflichtung der Bürger zum Dienst in der Feuerwehr angenommen.
Im Jahr 1781 erließ Kurfürst Carl Theodor eine 18 Paragraphen umfassende Brandordnung, die eine Pflichtfeuerwehr Düsseldorf offiziell regelte.

### Feuerwehrwesen seit der Franzosenzeit
Die Regierung Joachim Murats erließ 1807 eine 65 Paragraphen umfassende Feuerwehrordnung für das Großherzogtum Berg. 1814 wurde die Düsseldorfer Feuerwehr in sechs Abteilungen gegliedert.
Unter der folgenden preußischen Herrschaft wurde das Feuerwehrwesen abermals umorganisiert. 1817 bestand das Brand-Corps aus 162 Mann, die sich in drei Abteilungen gliederten. Eine weitere Brandordnung wurde 1822 erlassen und 1825 ergänzt.
Die nächste Feuerlöschordnung aus dem Jahr 1844 enthielt erstmals die Anstellung 20 hauptamtlicher Feuerwehrkräfte neben dem Pflichtfeuerwehrwesen. 1870 gab es bereits 116 besoldete Feuerwehrleute in Düsseldorf. Die nächste Feuerwehrordnung entstammte dem Jahr 1871.
Der Brand des Stadtschlosses im Jahr 1872 gab den Ausschlag zur Gründung der Berufsfeuerwehr Düsseldorf.

### Die Ära der Berufsfeuerwehr

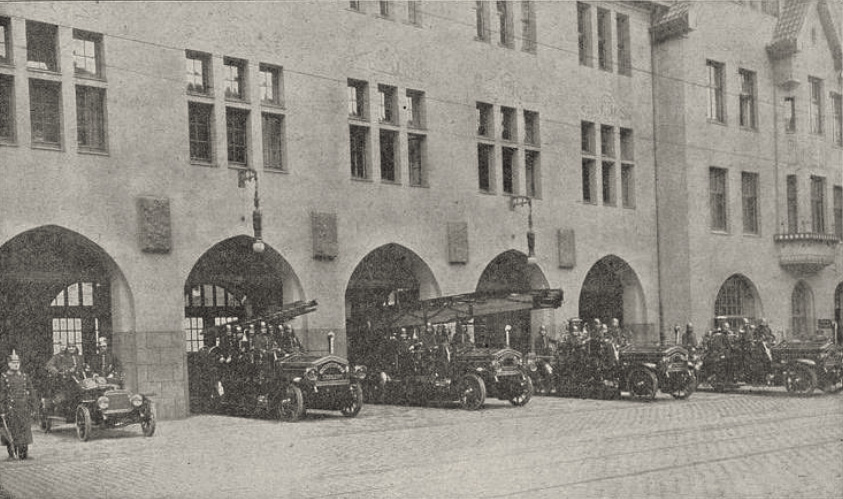
Eröffnung des Hauptfeuerwehrdepots in Düsseldorf am 15. Dezember 1911

Die Berufsfeuerwehr bezog 1889 das Gelände an der Hüttenstraße, wo sich auch heute noch die Leitstelle und die Feuerwache 1 befinden. Dort wurde Wohnraum für die Feuerwehrleute und ihre Familien, eine Werkstatt und das Feuerwehrhaus errichtet. Bereits 1889 fand die zweite Erweiterung des Komplexes statt. 1902 wurde eine zweite Feuerwache in Golzheim auf dem Gelände der Industrie- und Gewerbeausstellung Düsseldorf gebaut und bezogen.
Durch zahlreiche Eingemeindungen wuchsen das Stadtgebiet, seine Bevölkerung und Industrie 1908 deutlich an. Deshalb wurde ab diesem Jahr mit dem Bau weiterer Feuerwachen in den Stadtteilen Eller, Gerresheim, Heerdt, Oberkassel und Wersten begonnen. Wersten hatte zudem eine Freiwillige Feuerwehr von 20 Mann, die in die Düsseldorfer Feuerwehr eingegliedert wurde. Eine besonders große Feuerwache wurde ab 1907 an der Münsterstraße (Feuerwache 3) errichtet und im Dezember 1911 eröffnet. 1912 wurde die Feuerwache an der Behrenstraße in Flingern bezogen.

### Feuer im Flughafen
In den 1990er Jahren setzte die Stadt Düsseldorf Sparmaßnahmen bei der Feuerwehr um. Personal wurde abgebaut und die technische Modernisierung verlangsamt.:6
Die Brandkatastrophe am Düsseldorfer Flughafen 1996 am 11. April 1996 bedeutete einen Einschnitt und führte zu einem Umbruch. Hatte die Stadt bereits kurz zuvor die Sparmaßnahmen beendet, erhöhte sie nach dem Brand die Mittel für die Feuerwehr und schuf rund 100 zusätzliche Stellen.:6
Im Jahr 2010 wurde im Norden von Düsseldorf die neueste Feuerwache, die Wache 5 in Lohausen, in Dienst genommen.

### Projekt Feuerwehr 2020
Anfang 2017 arbeiteten rund 900 Personen bei der Feuerwehr, davon 800 im Einsatzdienst. Es gab mehr als 130.000 Einsätze pro Jahr.
Mit dem Projekt „Feuerwehr 2020“ wurde zum zweiten Mal seit dem Flughafenbrand 1996 die Entwicklung der Feuerwehr überprüft.:11 Im Rahmen des von Bürgermeister Geisel ab 2016 vorangetriebenen Projekts „Verwaltung 2020“ standen Veränderungen bei der Feuerwehr auf dem Plan. Ziel war es, bei der Feuerwehr das finanzielle Ergebnis um mindestens 10 % bezogen auf das Jahresbudget zu verbessern. Bis zu 200 Stellen wurden überprüft.
Eine Ende 2017 vorgestellte Organisationsuntersuchung durch eine Unternehmensberatung ergab verschiedene Einsparmöglichkeiten. Maßgeblich sollte das Schutzziel gemäß Arbeitsgemeinschaft der Leiter der Berufsfeuerwehren bleiben. Sowohl die Vorhaltung von nicht schutzzielrelevanten Fahrzeugen sollte um 10 % reduziert als auch der Preis von Neufahrzeugen um 10 % gesenkt werden. Die Überprüfung eines Vertrags mit einem externen Dienstleiter ergab, dass die Schlauchwäsche günstiger durch die Feuerwehr selbst erbracht werden kann. Es wurde als effizienter bewertet, die Feuerwehr den kompletten Rettungsdienst allein durchführen zu lassen, anstatt ihn teilweise an Dritte zu vergeben.

## Besondere Einsätze

### Einsätze im Zusammenhang mit Verkehrsmitteln
Luftfahrt
- Luftschiffe: Am 16. Mai 1911 wurde das Luftschiff Deutschland von einer Windböe erfasst und in die Flughalle geschleudert. Die Rettung der Fluggäste war aufwendig. Noch schwerwiegender war der Unfall des Luftschiffs Schwaben am 29. Juni 1912, das durch eine Windböe kenterte und in Flammen aufging.[125j 12]
- Erster Weltkrieg: Aufgrund eines Bombenabwurfs ging am 8. Oktober 1914 ein weiteres Luftschiff in Flammen auf.
- Am 3. November 1957 ereignete sich in Düsseldorf ein Flugzeugabsturz. Eine Douglas DC-4 stürzte über Derendorf ab. Flughafenfeuerwehr und Berufsfeuerwehr waren mit vier Löschzügen und 13 Krankenwagen im Einsatz.[125j 13]
- Am 11. April 1996 ereignete sich der Flughafenbrand, der zwei Terminals des Düsseldorfer Flughafens unbrauchbar machte.[125j 14]

Öffentliche Verkehrsmittel
- Ein Kabelbrand unterbrach 1991 im Bahnhof Heinrich-Heine-Allee der Stadtbahn Düsseldorf für mehrere Tage den U-Bahn-Verkehr.
- Am 23. Dezember 2010 fuhr ein Linienbus der Rheinbahn gegen einen Baum. Bei diesem Unfall wurden ca. zwei Dutzend Fahrgäste zum Teil schwer verletzt.
- Am 19. Dezember 2012 blieb ein Rheinbahn-Gelenkbus auf einem Bahnübergang der Bahnstrecke Mülheim-Speldorf–Troisdorf wegen eines technischen Defekts stehen. Der Busfahrer brachte die drei Fahrgäste und sich selbst aus dem liegengebliebenen Bus. Auf beiden Gleisen der zweigleisigen Strecke erreichten kurz darauf Güterzüge den Bahnübergang und kollidierten nacheinander mit dem Bus.[13]

### Unwettereinsätze
- Ein Orkan am Pfingstsonntag des Jahres 1924 richtete erhebliche Schäden im Stadtgebiet an, unter anderem stürzte der Turm von Alt St. Martin in Bilk ein.[125j 15]
- Am 18. Januar 2007 fegte Orkan Kyrill über Düsseldorf hinweg und verursachte große Schäden. Vom 18. bis zum 22. Januar beseitigten Freiwillige und die Berufsfeuerwehr in über 1100 Einsätzen die gemeldeten Schäden.
- Am 5. Juni 2013 entsandte die Feuerwehr Düsseldorf einige Unterstützungseinheiten ins Hochwassergebiet nach Magdeburg.
- Nach dem Pfingstunwetter 2014 kamen Feuerwehr, Technisches Hilfswerk, weitere Hilfsorganisationen und Bundeswehr zum Einsatz.[14] Die Feuerwehr musste vom 9. bis zum 20. Juni 2014 über 8.000 Gefahrenstellen abarbeiten.[j 2]:8
- Sturmtief Bernd brachte Hochwasser in West- und Mitteleuropa 2021 und betraf auch Düsseldorf. Über fünf Einsatztage wurden 1900 Einsatzstellen in der Stadt abgearbeitet.[15]:8–16 Danach kamen Düsseldorfer Kräfte im Rahmen der vorgeplanten überörtlichen Hilfe in Euskirchen zum Einsatz.[15]:20–28

### Einsätze während Krieg und Unruhen
- Am 7. Mai 1917 musste die Düsseldorfer Feuerwehr, soweit sie nicht zum Kriegsdienst eingezogen war, helfen einen Großbrand in Bachem bei Köln zu löschen.[125j 16]
- Bei den Novemberpogromen 1938 wurde die Feuerwehr eine halbe Stunde lang nicht alarmiert. Selbst nach dem verspäteten Ausrücken griff sie erst sehr zögerlich ein.[125j 17]
- Im Zweiten Weltkrieg erfolgten Luftangriffe auf Düsseldorf, erstmals am 15. Mai 1940 und letztmals am 23. März 1945.[125j 18] Die schwersten Bombardierungen fanden am 1. August 1942, 10. September 1942, 1. April 1943 und 12. Juni 1943 statt.[125j 19] Auch die Feuerwache 3 war Angriffsziel der Bomber.[125j 20]

### Weitere besondere Einsätze
- Sechs Bewohner starben 1997 bei einer absichtlich vom Eigentümer herbeigeführten Gasexplosion in einem Wohnhaus in der Krahestraße.[16]
- Am 29. April 2003 stürzten an einer Baustelle zwei Baukräne um. Bei diesem Unfall war neben der Berufsfeuerwehr auch die Freiwillige Feuerwehr an der Unfallstelle im Einsatz.
- Am 20. Juni 2007 brannte der Dachstuhl der Kirche St. Peter in Unterbilk.
- Am 23. März 2012 kam es in einem Silo eines Futtermittelbetriebs zu einem Schwelbrand. Um eine Staubexplosion zu verhindern, wurde das Silo mit Stickstoff geflutet. Mittels Förderband wurde das Silo langsam entleert (ca. 50 Tonnen Futtermittel) und mit einem werkseigenen Lkw in eine benachbarte Lagerhalle gebracht.
- Am 25. September 2012 unterstützte die Feuerwehr Düsseldorf die Krefelder Kollegen bei einem Großbrand auf dem Gelände der Firma Compo. Unter anderem wurde das Hytrans Fire System aufgebaut, ein System, mit dem bis zu 8000 Liter Wasser pro Minute im Lenzbetrieb gefördert werden können.
- Am 2. Mai 2013 kam es auf einem Gelände einer Aufzugsproduktionsfirma zu einem Brand. Euro-Paletten und ein 1000 Liter fassender Altöltank waren davon betroffen. Die Flammen griffen auf eine angrenzende Lagerhalle über. Die Feuerwehr Düsseldorf warnte mittels Facebook und über den Lokalsender Antenne Düsseldorf die Bevölkerung. Insgesamt waren ca. 120 Einsatzkräfte der Berufs- und Freiwilligen Feuerwehr im Einsatz. Um den Brandschutz gewährleisten zu können, besetzten Freiwillige Feuerwehren die Berufsfeuerwehrwachen.
- Am 2. Juli 2013 entgleisten bei Rangierarbeiten drei Kesselwagen neben der S-Bahn-Haltestelle Derendorf. Die Kesselwagen waren mit ca. 50 Tonnen des hochentzündlichen Gases Propen gefüllt. Einer der Kesselwagen stürzte um und blieb auf der Seite liegen. Die Kesselwagen hatten keine Leckagen, dies war aber zum Zeitpunkt der Alarmierung noch nicht klar. Sofort wurde für Feuerwehr, Polizei und THW Großalarm ausgelöst. Vom benachbarten Bahnhof wurden die Menschen mit Megaphonen aufgefordert, den Bahnhof sofort zu verlassen. Spezialisten von der Werkfeuerwehr Henkel unterstützten im Rahmen von TUIS und wurden an die Einsatzstelle gerufen und unterstützten Berufs- und Freiwillige Feuerwehr vor Ort. Das Deutsche Rote Kreuz verpflegte die erschöpften Einsatzkräfte. Am 3. Juli gelang es, den umgestürzten Kesselwagen leer zu pumpen und danach mit Hilfe eines 500-Tonnen-Krans und eines bahneigenen Krans wieder auf die Gleise zu stellen. Der Einsatz endete für die Feuerwehr Düsseldorf am 3. Juli gegen ca. 21:00 Uhr.